# Notti, guai e libertà
Notti, guai e libertà è il 21º album in studio della cantante italiana Patty Pravo, pubblicato dall'etichetta discografica Sony Music nel 1998.

## Descrizione
Dopo ...E dimmi che non vuoi morire e Bye Bye Patty, anticipato dal singolo Les etrangers, l'album Notti, guai e libertà: uno dei migliori album dell'intera produzione discografica della Pravo.
Il progetto vede la partecipazione di grandi autori, quali: Franco Battiato, Ivano Fossati, Enrico Ruggeri, Bruno Bergonzi, Lucio Dalla, Francesco Guccini, Paul Buchanan del gruppo scozzese The Blue Nile, l'amica Loredana Bertè, Roberto Vecchioni, Gaetano Curreri, Mario Lavezzi ma anche autori giovani: Alex Baroni, Rosario Di Bella e Luca Madonia.
Fa piacere ai critici e ai tanti estimatori della Pravo, che la stessa abbia ripreso la strada della canzone d'autore, come accadde ad inizio carriera.

## Tracce
1. Les etrangers (Merci bon Dieu) - 5.09 (Franz Casseus (musica e testo originale) - testo italiano Enrico Papi - riadattamento musica Mauro Paoluzzi
2. Strada per un'altra città - 5.09 (B. Bergonzi - M. Vicino - Enrico Ruggeri)
3. Emma Bovary - 4.53 (Franco Battiato - Manlio Sgalambro)
4. Angelus - 5.15 (Ivano Fossati)
5. Baby blu - 5.25 (Mauro Paoluzzi - Luca Madonia - Vincenzo Incenzo)
6. Sylvian - 4.10 (Nicoletta Strambelli - Mauro Paoluzzi - D. Caglianti)
7. Per un sogno vincente - 4.50 (Mario Lavezzi - Oscar Avogadro)
8. Treno di panna - 5.21 (Mauro Paoluzzi - Loredana Bertè - Roberto Vecchioni)
9. Una casa nuova - 3.54 (Gaetano Curreri - Francesco Guccini)
10. Sweet love - 10.08 (Paul Buchanan - Rosario Di Bella - Alex Baroni)

## Formazione
- Patty Pravo – voce
- Paolo Costa – basso
- Lele Melotti – batteria
- Max Longhi – tastiera, programmazione
- Mauro Paoluzzi – chitarra elettrica, chitarra acustica
- Carlo Giardina – tastiera, programmazione
- Phil Palmer – chitarra elettrica, chitarra acustica
- Elio Rivagli – batteria (in Les etrangers)
- Nicolò Fragile – tastiera (in Les etrangers), programmazione
- W. Brandom – flauto, fischio
- Enrico Papi, Lucio Dalla, Iskra Menarini, Riccardo Majorana – cori (in Les etrangers)
- Mint Juleps – cori (in Baby blu)

## Critica
Ottima l'accoglienza dell'album da parte della critica: risulterà il 66º album più venduto del 1998, qualificandosi addirittura 7° nella tarda primavera dello stesso anno